# 移動城市3：煉獄裝置
《移動城市3：煉獄裝置》（英語：Infernal Devices）是菲利普·雷夫奇幻文學系列《移動城市系列》的第三部曲，於2005年出版。

## 外部連結
- 作者菲力普·普曼官網 （页面存档备份，存于）（英文）
- Infernal Devices的馆藏信息（WorldCat在线联合目录）<